# Jordforbedringsmiddel
Med udtrykket jordforbedringsmiddel menes ethvert middel, som kan forbedre en ydeevne (bonitet), dvs. midler, som kan bruges til at afhjælpe mangler eller dårligdomme i dyrkningsjorden. Jordforbedringsmidlerne kan have mekanisk, kemisk eller biologisk virkning på jorden. Blandt jordforbedringsmidlerne kan nævnes:
- Mekaniske jordforbedringsmidler (forbedring af drænevne, iltning og stabilitet)
  - Grus
  - Kalk (til flokkulering)
  - Kompost (halvt omsat)
  - Flis (træ- eller barkflis)
  - Sphagnum (groft, trævlet)

- Kemiske jordforbedringsmidler (ændring af pH, større indhold af næringsstoffer)
  - Kalk (med basevirkning)
  - Svovl (med syrevirkning)
  - Gødning (tilførsel af næringsstoffer)
  - Sphagnum (med syreindhold)
  - Mergel tidligere anvendt kalkholdig ler, der frigav bundne næringsstoffer

- Biologiske jordforbedringsmidler (øget biodiversitet og forbedret balance mellem planteskadelige og gavnlige organismer)
  - Kompost (fuldt omsat)
  - Naturgødning
  - Grøngødning
  - Braklægning